# Credendo vides
Credendo vides, letteralmente significa "vedi credendo", anche se in realtà sarebbe più opportuno tradurlo con "credendo riuscirai a vedere".
Si tratta di un motto latino molto famoso, che è sempre stato associato al mondo dell'alchimia, della magia, e dell'esoterismo.
Lo si può accostare ad altri motti esoterici simili quali: "come in alto così in basso", "come dentro così fuori", "come nell'uomo Dio così in Dio l'uomo".
Anticamente (ma anche ai giorni nostri), era il primo passo che un aspirante affiliato doveva superare per entrare in qualche società o ordine iniziatico (Templari, Massoneria, Logge Alchemiche); stava infatti a rappresentare l'apertura della mente e del cuore che il soggetto doveva raggiungere per comprendere i segreti dell'umanità e dell'universo. Si sosteneva che la "vera vista" era data dallo spirito, non dal corpo, quindi solo chi riusciva a "credere", e cioè a sviluppare una coscienza diversa di sé e di ciò che lo circondava, più ampia e profonda, giungeva ad ottenere "l'apertura degli occhi" e a vedere le cose "come veramente sono" (teoria che si riscontra anche nei movimenti new Age con la Profezia di Celestino), comprendendone quindi la bellezza e i misteri.